# Вестлейк (Техас)
Вестлейк (англ. Westlake) — місто (англ. town) в США, в округах Таррант і Дентон штату Техас. Населення — 1623 особи (2020).

## Географія
Вестлейк розташований за координатами 32°58′59″ пн. ш. 97°12′16″ зх. д. / 32.98306° пн. ш. 97.20444° зх. д. (32.982922, -97.204433).  За даними Бюро перепису населення США в 2010 році місто мало площу 17,82 км², з яких 17,35 км² — суходіл та 0,46 км² — водойми.

### Клімат
| Клімат : Вестлейк                                                                           | Клімат : Вестлейк | Клімат : Вестлейк | Клімат : Вестлейк | Клімат : Вестлейк | Клімат : Вестлейк | Клімат : Вестлейк | Клімат : Вестлейк | Клімат : Вестлейк | Клімат : Вестлейк | Клімат : Вестлейк | Клімат : Вестлейк | Клімат : Вестлейк | Клімат : Вестлейк |
| Показник                                                                                    | Січ.              | Лют.              | Бер.              | Квіт.             | Трав.             | Черв.             | Лип.              | Серп.             | Вер.              | Жовт.             | Лист.             | Груд.             | Рік               |
| Абсолютний максимум, °C                                                                     | 30,0              | 32,2              | 35,0              | 37,8              | 38,9              | 42,2              | 42,8              | 44,4              | 44,4              | 37,2              | 31,7              | 32,2              | 44,4              |
| Середній максимум, °C                                                                       | 18,5              | 19,7              | 22,8              | 25,6              | 28,5              | 31,2              | 32,8              | 33,4              | 30,7              | 27,3              | 22,4              | 18,9              | 33,6              |
| Середній мінімум, °C                                                                        | −2,2              | −0,8              | 3,6               | 10,3              | 15,1              | 23,2              | 25,3              | 24,9              | 18,2              | 10,4              | 2,8               | −1,8              | −4,7              |
| Норма опадів, мм                                                                            | 54                | 53                | 78                | 91                | 101               | 105               | 58                | 59                | 69                | 85                | 52                | 49                | 854               |
| Днів з опадами                                                                              | 6                 | 6                 | 8                 | 7                 | 9                 | 7                 | 6                 | 4                 | 6                 | 7                 | 5                 | 6                 | 77,0              |
| Днів зі снігом                                                                              | 0                 | 2                 | 1                 | 0                 | 0                 | 0                 | 0                 | 0                 | 0                 | 0                 | 0                 | 1                 | 4,0               |
| ------------------------------------------------------------------------------------------- | ----------------- | ----------------- | ----------------- | ----------------- | ----------------- | ----------------- | ----------------- | ----------------- | ----------------- | ----------------- | ----------------- | ----------------- | ----------------- |
| Джерело: National Weather Service Forecast Office, Ft Worth Alliance Airport, Fort Worth TX |                   |                   |                   |                   |                   |                   |                   |                   |                   |                   |                   |                   |                   |

## Демографія
Згідно з переписом 2010 року, у місті мешкали 992 особи в 302 домогосподарствах у складі 270 родин. Густота населення становила 56 осіб/км².  Було 321 помешкання (18/км²).
Расовий склад населення:
| - 85,6 % — білих - 9,4 % — азіатів - 2,5 % — чорних або афроамериканців - 0,5 % — корінних американців |

До двох чи більше рас належало 1,4 %. Частка іспаномовних становила 4,8 % від усіх жителів.
За віковим діапазоном населення розподілялося таким чином: 36,0 % — особи молодші 18 років, 55,2 % — особи у віці 18—64 років, 8,8 % — особи у віці 65 років та старші. Медіана віку мешканця становила 40,6 року. На 100 осіб жіночої статі у місті припадало 100,0 чоловіків;  на 100 жінок у віці від 18 років та старших — 98,4 чоловіків також старших 18 років.
Середній дохід на одне домашнє господарство  становив 351 490 доларів США (медіана — 193 125), а середній дохід на одну сім'ю — 374 610 доларів (медіана — 217 083). За межею бідності перебувало 5,1 % осіб, у тому числі 2,6 % дітей у віці до 18 років та 0,0 % осіб у віці 65 років та старших.
Цивільне працевлаштоване населення становило 370 осіб. Основні галузі зайнятості: науковці, спеціалісти, менеджери — 22,7 %, освіта, охорона здоров'я та соціальна допомога — 17,6 %, фінанси, страхування та нерухомість — 15,7 %.